# The Words
The Words is een Amerikaanse dramafilm uit 2012, geschreven en geregisseerd door Brian Klugman en Lee Sternthal, en met Bradley Cooper, Jeremy Irons en Dennis Quaid in de hoofdrollen. Hij werd opgenomen in de Canadese stad Montreal, dat moet doorgaan voor zowel New York als Parijs. De film ging in januari 2012 in première op het Sundance Film Festival. CBS Films kocht de distributierechten, en in september 2012 verscheen hij in de Amerikaanse zalen.
The Words werd lauw ontvangen door critici. Bij Rotten Tomatoes behaalt hij 24% en bij Metacritic 37%. De bekende criticus Roger Ebert gaf de film 2 op 4. Hij vond het acteerwerk goed, maar het verhaal te complex.
Het uitgangspunt van het verhaal komt uit het leven van de Amerikaanse schrijver Ernest Hemingway. Al diens werk van voor 1922 ging verloren toen zijn vrouw het in een koffer stak en de koffer vervolgens gestolen werd op een trein.

## Verhaal
Op een lezing leest schrijver Clay Hammond twee hoofdstukken van zijn nieuwe boek The Words voor. Het gaat over een falende jonge schrijver, Rory Jansen, die op huwelijksreis in Parijs een oud manuscript vindt, dat hij vervolgens met groot succes als zijn eigen werk uitgeeft. Een oude man spreekt hem aan en geeft te kennen dat hij de echte auteur is. Hij vertelt hoe hij als jonge soldaat naar Parijs werd gestuurd en daar verliefd werd op een meisje. Hij trouwde met haar en ze kregen een dochtertje, dat korte tijd later overleed. Hun huwelijk leed hieronder, en zijn vrouw vertrok. Hij schreef zijn verdriet neer en bracht het manuscript naar haar. Hierdoor keerde zij terug, maar ze verloor het manuscript op de trein naar Parijs. Daardoor liep hun huwelijk alsnog op de klippen, en hij keerde terug naar de Verenigde Staten. De man zegt verder geen erkenning of compensatie te willen en vertrekt. Hammond wordt na de lezing aangesproken door studente Daniella, en nodigt haar thuis uit. Na wat aandringen vertelt hij haar dat Rory het gebeurde niet van zich kon afzetten en aan zijn vrouw en uitgever bekende, die hem aanraadden om het zo te laten. Hun huwelijk kwam onder hoogspanning te staan en strandde later.

## Rolverdeling
- Bradley Cooper als Rory Jansen, de schrijver die een manuscript vindt.
- Zoë Saldana als Dora Jansen, Rory's vrouw.
- Jeremy Irons als de oude man die in zijn jeugd het manuscript schreef.
- Željko Ivanek als Joseph Cutler, Rory's uitgever.
- Ben Barnes als de jonge man die als soldaat in Parijs was gelegerd.
- Nora Arnezeder als Celia, de Parijse die met de jonge soldaat trouwt.
- Dennis Quaid als Clay(ton) Hammond, de schrijver die een boek over Rory schreef.
- Olivia Wilde als Daniella, de studente die Clay verleid.